# 韋克曼 (堪薩斯州)
韋克曼（英語：Wakeman）是位於美國堪薩斯州諾頓縣的一個鬼鎮。

## 歷史
韋克曼的郵政局於1879年設立，直到1887年結束營運。

## 地理
韋克曼所處的海拔為高於海平面730米（即2395英呎），而該地所採用的時區為UTC-6，即北美中部時區（CST）。同時該地設有夏令時間，為UTC-6調快一小時，即UTC-5（CDT）。